# Nick Townsend
Nick Townsend, all'anagrafe Nicholas Peter Townsend (Solihull, 14 giugno 1994) è un calciatore antiguo-barbudano, portiere del Newport County.

## Carriera

### Club
Ha giocato a livello professionistico con vari club tra la seconda e la quarta divisione inglese.

### Nazionale
Ha esordito in nazionale con Antigua e Barbuda nel 2022.